# Illa Dragonera
Illa Dragonera är en obebodd spansk ö väster om Mallorca i Medelhavet. Ön är i sin helhet ett naturreservat.    Den ligger i regionen Balearerna, i den östra delen av landet, 500 kilometer öster om huvudstaden Madrid. Arean är 2,9 kvadratkilometer.
Terrängen på Illa Dragonera är lite kuperad. Öns högsta punkt är 306 meter över havet. Den sträcker sig 3,1 kilometer i nord-sydlig riktning, och 3,1 kilometer i öst-västlig riktning.